# Floribundaria subvaginata
Floribundaria subvaginata là một loài Rêu trong họ Meteoriaceae. Loài này được M. Fleisch. miêu tả khoa học đầu tiên năm 1922.